# کالج سلطنتی موسیقی استکهلم
کالج سلطنتی موسیقی استکهلم (انگلیسی: Royal College of Music, Stockholm) (به سوئدی: Kungliga Musikhögskolan i Stockholm) قدیمی‌ترین مؤسسه آموزش عالی موسیقی در سوئد است که در سال ۱۷۷۱ به عنوان فرهنگستان موسیقی سلطنتی سوئد تأسیس شد. این مؤسسه در سال ۱۹۷۱ از آکادمی مستقل شد و اکنون یک نهاد دولتی است که مستقیماً تحت نظر وزارت آموزش و تحقیقات قرار دارد. از ژوئن ۲۰۱۹، هلنا وسمن، مدیر کل سابق سالن موسیقی بروالدهالن، معاون رئیس دانشگاه است.